# Wilnelia Merced
Wilnelia Merced-Forsyth (Caguas, 12 ottobre 1957) è una modella portoricana, vincitrice del concorso di bellezza Miss Mondo 1975.

## Biografia
Wilnelia Merced è stata incoronata venticinquesima Miss Mondo il 20 novembre 1975 presso il Royal Albert Hall di Londra all'età di ventisei anni, ricevendo la corona dalla Miss Mondo uscente, la sudafricana Anneline Kriel. È stata la prima Miss Mondo portoricana.
Dopo l'anno di regno, nel 1976, la Merced firmò un contratto con l'agenzia Ford Models di New York. Grazie a ciò, nel 1978 una gigantografia di Wilnelia Merced fu esposta per diverso tempo su Times Square, uno dei maggiori incroci di New York. Nel 1980 la modella affiancò Bruce Forsyth nella conduzione di Miss Mondo per la televisione britannica. Merced e Forsyth si sposarono nel 1983, e benché ancora molto popolare, la Merced si ritirò dalla vita pubblica dopo il matrimonio.
Nel 1986 la coppia ha vuto un figlio, Jonathan Joseph. Wilnelia Merced ha istituito una fondazione per i bambini disagiati di Porto Rico, attraverso la quale organizza raccolte fondi ed eventi di beneficenza.

## Agenzie
- Ford Models